# Walsinghamiella illustris
Walsinghamiella illustris is een vlinder uit de familie vedermotten (Pterophoridae). De wetenschappelijke naam van deze soort is voor het eerst geldig gepubliceerd in 1958 door Townsend.
De soort komt voor in tropisch Afrika.